# Lock Up the Wolves
Lock Up the Wolves är ett album av hårdrocksgruppen Dio, utgivet 1990.
Jämfört med bandets föregående album Dream Evil var Ronnie James Dio den enda kvarvarande medlemmen. Detta kom dock inte att påverka deras sound i någon större utsträckning.

## Låtlista
1. "Wild One" - 4:02
2. "Born on the Sun" - 5:39
3. "Hey Angel" - 4:59
4. "Between Two Hearts" - 6:27
5. "Night Music" - 5:05
6. "Lock up the Wolves" - 8:30
7. "Evil on Queen Street" - 6:01
8. "Walk on Water" - 3:42
9. "Twisted" - 4:44
10. "Why Are They Watching Me" - 5:00
11. "My Eyes" - 6:34

## Medverkande
- Teddy Cook - bas
- Ronnie James Dio - sång
- Jens Johansson - keyboard
- Rowen Robertson - gitarr
- Simon Wright - trummor